# Ministre de la Justice (France)
Pour les autres articles nationaux ou selon les autres juridictions, voir Ministre de la Justice.
Ne doit pas être confondu avec le garde des sceaux de France.
En France, le ministre de la Justice est un membre du gouvernement nommé par le président de la République sur proposition du Premier ministre pour diriger les administrations du ministère de la Justice. Il a autorité sur les magistrats du parquet tandis que ceux du siège sont indépendants.
Détenteur du Grand sceau de France, le ministre de la Justice porte également le titre de « garde des Sceaux ».

## Historique

### Sous l'Ancien Régime
Historiquement, un sceau authentifiait les actes royaux ou passés au nom du monarque. La justice était rendue (par les Parlements, les baillis, les sénéchaux, etc. selon les systèmes) au nom du souverain. Toute décision de justice  portait un sceau l'authentifiant.
La fonction de garde des Sceaux fut créée par Philippe II Auguste, et Guérin, évêque de Senlis, en eut le premier la charge.
Le chancelier de France était l'équivalent du ministre de la justice, et exerçait la fonction de garde des sceaux de France. En 1791, à la fin du règne de Louis XVI, une loi dispose que les titres de chancelier et de garde des sceaux seront réunis en celui de « ministre de la justice, garde du sceau de l'État ».

### Jusqu'à laVeRépublique

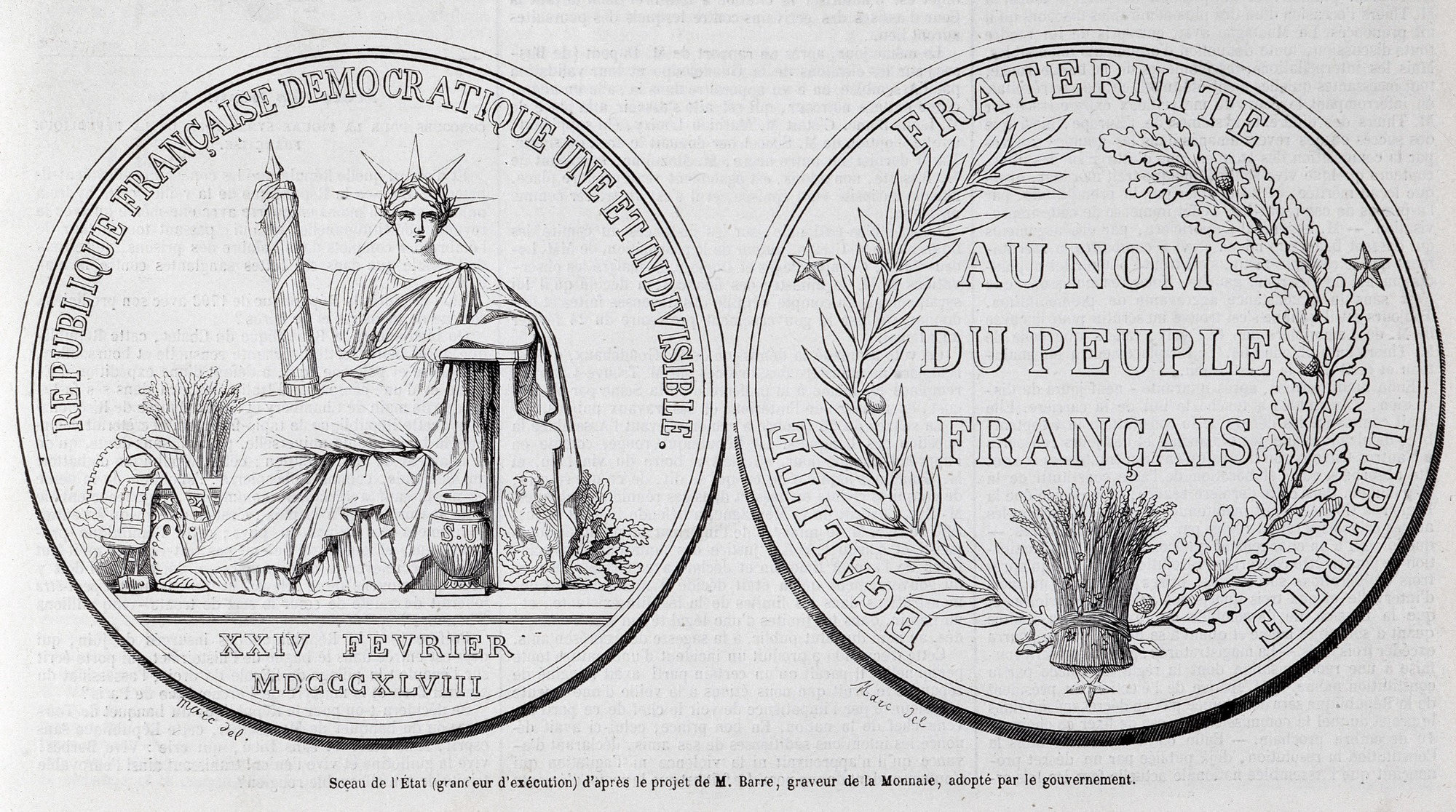
Grand Sceau de France (officiel).

De nos jours, ce n'est plus le roi mais le peuple français qui est souverain. Toute décision de justice se rend donc « au nom du peuple français » (cette formule se trouve souvent sur les décisions de justice, parfois en gras et en majuscules) mais la formule « garde des Sceaux », désignant le titulaire du pouvoir d'authentifier une décision comme prise au nom du souverain, est demeurée. Le garde des Sceaux est dépositaire de tous les sceaux, ceux des rois et des républiques passés, ainsi que ceux de la Ve République, dont le Grand Sceau de France, qui sert, de nos jours, à sceller certains actes constitutionnels.

## Fonctions
Son titre de « garde des Sceaux » précède celui de ministre en toutes circonstances.
Le ministre de la Justice présente devant le Parlement les projets de loi relatifs au droit pénal ou au droit civil, les réformes constitutionnelles, ainsi que le budget des juridictions.

### Vis-à-vis de l'administration
Le ministre dirige plusieurs administrations du ministère, qui comprend en particulier la direction des services judiciaires (DSJ), l'administration pénitentiaire (AP), la protection judiciaire de la jeunesse (PJJ) et le délégué interministériel à l’aide aux victimes.

### Vis-à-vis des magistrats
Le ministre de la Justice conduit la politique pénale déterminée par le Gouvernement. Il veille à la cohérence de son application sur le territoire de la République. À cette fin, il adresse aux magistrats du ministère public des instructions générales. Il ne peut leur adresser aucune instruction dans des affaires individuelles. Les procureurs généraux lui adressent un rapport annuel de politique pénale sur l’application de la loi et des instructions générales ainsi qu’un rapport annuel sur l’activité et la gestion des parquets de son ressort. Les magistrats du parquet sont placés sous la direction et le contrôle de leurs chefs hiérarchiques et sous l’autorité du garde des sceaux, ministre de la justice. Cependant à l’audience, leur parole est libre. De plus, les magistrats du parquet près la Cour de cassation n'ont pas de hiérarchie à respecter et ne sont pas non plus sous l'autorité du Garde des Sceaux. Le ministre de la Justice propose les nominations au Conseil supérieur de la magistrature de ces magistrats, mais n’est pas lié à son avis.
Le ministre de la Justice propose les nominations au Conseil supérieur de la magistrature des magistrats du siège hors magistrats du siège à la Cour de cassation, premiers présidents de Cour d’appel et présidents de Tribunal judiciaire. Ces magistrats, qui sont inamovibles, sont nommés sur avis conforme.
Le ministre peut également saisir le Conseil sur des questions disciplinaires. Il rend les décisions disciplinaires dans le cas des magistrats du parquet.

### Vis-à-vis des officiers ministériels
Le garde des sceaux, ministre de la justice, nomme par arrêté les officiers publics ou ministériels (notaires, huissiers de justice…). Il accepte leur démission ou leur retrait d’une société titulaire d’un office en la même forme.

## Liste des ministres de la Justice

### De 1790 au Consulat
- 23 mars 1792 - 12 avril 1792 :  Jean-Marie Roland de La Platière[11]
- 13 avril 1792 - 4 juillet 1792 : Antoine Duranthon[12]
- 4 juillet 1792 - 10 août 1792 : Étienne de Joly[13]
- 10 août 1792 - 6 octobre 1792 : Georges Jacques Danton[11]
- 9 octobre 1792 - 19 mars 1793 : Dominique Joseph Garat[11]
- 20 mars 1793 - 23 avril 1794 : Louis-Jérôme Gohier[11]
- 4 novembre 1795 - 2 janvier 1796 : Philippe-Antoine Merlin de Douai[11]
- 5 janvier 1796 - 4 avril 1796 : Jean-Joseph-Victor Genissieu[14]
- 10 février 1797 - 3 septembre 1797 : Philippe-Antoine Merlin de Douai[11]
- 24 septembre 1797 - 20 juillet 1799 : Charles Lambrechts[14]
- 14 juin 1799 - 9 novembre 1799 : Jean-Jacques-Régis de Cambacérès[11]
- 9 novembre 1799 - 13 septembre 1802 : André-Joseph Abrial[11]

### Du Consulat à la Révolution de 1848

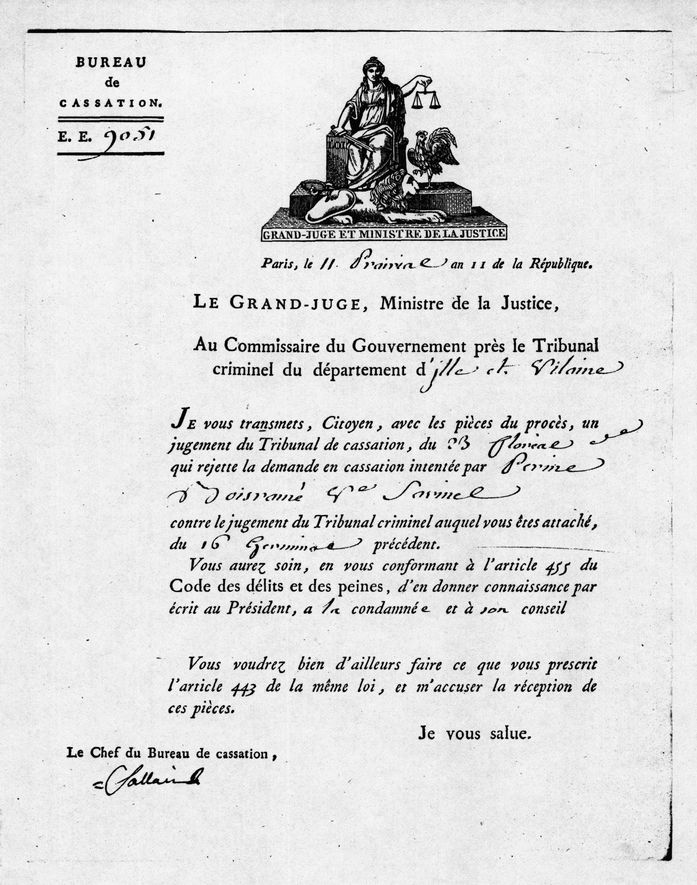
Entête du Grand-juge en l'An XI.

- 14 septembre 1802 - 18 novembre 1813 : Claude Ambroise Régnier duc de Massa di Carrara[11]
- 19 novembre 1813 - 11 avril 1814 : Mathieu Molé[11]
- 3 avril 1814 - 13 mai 1814 : Pierre Paul Nicolas Henrion de Pansey[15]
- 13 mai 1814 - 20 mars 1815 : Charles Henri Dambray (intérim)[16]
- 20 mars 1815 - 22 juin 1815 : Jean-Jacques-Régis de Cambacérès[11]
- 22 juin 1815 - 7 juillet 1815 : Antoine Boulay de la Meurthe[17]
- 9 juillet 1815 - 27 septembre 1815 : Étienne-Denis Pasquier[11]
- 28 septembre 1815 - 10 mai 1816 : François Barbé-Marbois[11]
- 11 mai 1816 - 19 janvier 1817 : Charles Henri Dambray (intérim)[18],[a],[14]
- 19 janvier 1817 - 27 décembre 1818 : Étienne-Denis Pasquier[11]
- 28 décembre 1818 - 13 décembre 1821 : Pierre de Serre[11]
- 14 décembre 1821 - 4 janvier 1828 : Pierre-Denis de Peyronnet[11]
- 5 janvier 1828 - 13 mars 1829 : Joseph-Marie Portalis[11]
- 14 mai 1829 -  8 août 1829 : Pierre-Alpinien Bourdeau[19]
- 8 août 1829 - 19 mai 1830 : Jean de Courvoisier[20]
- 19 mai 1830 - 31 juillet 1830 : Jean de Chantelauze[21]
- 31 juillet 1830 - 27 décembre 1830 : Jacques Charles Dupont de l'Eure[22],[b],[14]
- 27 décembre 1830 - 13 mars 1831 : Joseph Mérilhou[23]
- 13 mars 1831 - 11 février 1832 : Félix Barthe[24],[c],[14]
- 11 février 1832 - 22 février 1836 : Jean-Charles Persil[25]
- 22 février 1836 - 5 septembre 1836 : Paul Jean Pierre Sauzet[11]
- 6 septembre 1836 - 15 avril 1837 : Jean-Charles Persil[25]
- 15 avril 1837 - 31 mars 1839 : Félix Barthe[24]
- 31 mars 1839 - 12 mai 1839 : Amédée Girod de l'Ain[26][source insuffisante]
- 12 mai 1839 - 1er mars 1840 : Jean-Baptiste Teste[27]
- 1er mars 1840 - 29 octobre 1840 : Alexandre-François Vivien[11]
- 29 octobre 1840 - 13 mars 1847 : Nicolas Martin du Nord[28],[d][source insuffisante]
- 14 mars 1847 - 24 février 1848 : Michel Hébert[29]

### Sous le Gouvernement provisoire de 1848 et la Deuxième République
- 24 février - 7 juin 1848 : Adolphe Crémieux
- 7 juin - 17 juillet 1848 : Eugène Bethmont[30]
- 17 juillet - 20 décembre 1848 : Pierre Marie de Saint-Georges
- 20 décembre 1848 - 31 octobre 1849 : Odilon Barrot, cumulé avec la présidence du Conseil[31]
- 31 octobre 1849 - 24 janvier 1851 : Eugène Rouher[32]
- 24 janvier - 10 avril 1851 : Ernest de Royer[33]
- 10 avril - 26 octobre 1851 : Eugène Rouher[34]
- 26 octobre - 1er novembre 1851 : Eugène Corbin[35]
- 1er novembre 1851 - 3 décembre 1851 : Alfred Daviel[36]
- 3 décembre 1851 - 22 janvier 1852 : Eugène Rouher[37]

### Sous le Second Empire
- 22 janvier 1852 - 11 novembre 1857 : Jacques-Pierre Abbatucci[14]
- 16 novembre 1857 - 5 mai 1859 : Ernest de Royer[38]
- 5 mai 1859 - 23 juin 1863 : Claude Delangle[39]
- 23 juin 1863 - 17 juillet 1869 : Pierre Jules Baroche[40]
- 17 juillet 1869 - 2 janvier 1870 : Jean-Baptiste Duvergier[41]
- 2 janvier - 10 août 1870 : Émile Ollivier[31]
- 10 août - 4 septembre 1870 : Théodore Grandperret[42]

### Sous la Commune de Paris
| Ministre | Ministre | Ministre      | Intitulé                               | Parti      | Début         | Fin         | Gouvernement          |
| -------- | -------- | ------------- | -------------------------------------- | ---------- | ------------- | ----------- | --------------------- |
|          |          | Eugène Protot | Délégué de la commission de la Justice | Blanquiste | 16 avril 1871 | 28 mai 1871 | Conseil de la Commune |

### Sous la Troisième République
|                                    |  | Adolphe Crémieux              | Ministre de la Justice                   | Opposition                         | 4 septembre 1870  | 19 février 1871   | Gouvernement de la Défense nationale |
| Présidence d'Adolphe Thiers        |  |                               |                                          |                                    |                   |                   |                                      |
|                                    |  | Jules Dufaure                 | Ministre de la Justice                   | Centre gauche                      | 19 février 1871   | 25 mai 1873       | Dufaure I et Dufaure II              |
| Présidence de Patrice de Mac Mahon |  |                               |                                          |                                    |                   |                   |                                      |
|                                    |  | Jean Ernoul                   | Ministre de la Justice                   | Légitimiste                        | 25 mai 1873       | 26 novembre 1873  | de Broglie I                         |
|                                    |  | Octave Depeyre                | Ministre de la Justice                   | Légitimiste                        | 26 novembre 1873  | 22 mai 1874       | de Broglie II                        |
|                                    |  | Adrien Tailhand               | Ministre de la Justice                   | Orléaniste                         | 22 mai 1874       | 10 mars 1875      | Courtot de Cissey                    |
|                                    |  | Jules Dufaure                 | Ministre de la Justice                   | Républicain conservateur           | 10 mars 1875      | 12 décembre 1876  | Buffet, Dufaure III et IV            |
|                                    |  | Louis Martel                  | Ministre de la Justice                   | Centre gauche                      | 12 décembre 1876  | 17 mai 1877       | Simon                                |
|                                    |  | Albert de Broglie             | Ministre de la Justice                   | Orléaniste                         | 17 mai 1877       | 23 novembre 1877  | de Broglie III                       |
|                                    |  | François Lepelletier          | Ministre de la Justice                   | Indépendant                        | 23 novembre 1877  | 13 décembre 1877  | de Rochebouët                        |
|                                    |  | Jules Dufaure                 | Ministre de la Justice                   | Centre gauche                      | 13 décembre 1877  | 4 février 1879    | Dufaure V                            |
|                                    |  | Philippe Le Royer             | Ministre de la Justice                   | Gauche républicaine                | 4 février 1879    | 28 décembre 1879  | Henry Waddington                     |
| Présidence de Jules Grévy          |  |                               | Ministre de la Justice                   |                                    |                   |                   |                                      |
|                                    |  | Jules Cazot                   | Garde des Sceaux, Ministre de la Justice | Gauche républicaine                | 28 décembre 1879  | 30 janvier 1882   | de Freycinet I, Ferry I et Gambetta  |
|                                    |  | Gustave Humbert               | Garde des Sceaux, Ministre de la Justice | Indépendant                        | 30 janvier 1882   | 7 août 1882       | de Freycinet II                      |
|                                    |  | Paul Devès                    | Garde des Sceaux, Ministre de la Justice | Gauche républicaine                | 7 août 1882       | 21 février 1883   | Duclerc et Fallières                 |
|                                    |  | Félix Martin-Feuillée         | Garde des Sceaux, Ministre de la Justice | Union républicaine                 | 21 février 1883   | 6 avril 1885      | Ferry II                             |
|                                    |  | Henri Brisson                 | Garde des Sceaux, Ministre de la Justice | Union républicaine                 | 6 avril 1885      | 7 janvier 1886    | Brisson I                            |
|                                    |  | Charles Demôle                | Garde des Sceaux, Ministre de la Justice | Union républicaine                 | 7 janvier 1886    | 11 décembre 1886  | de Freycinet III                     |
|                                    |  | Ferdinand Sarrien             | Garde des Sceaux, Ministre de la Justice | Union républicaine                 | 11 décembre 1886  | 30 mai 1877       | Goblet                               |
|                                    |  | Charles Mazeau                | Garde des Sceaux, Ministre de la Justice | Union républicaine                 | 30 mai 1877       | 30 novembre 1887  | Rouvier I                            |
| Présidence de Sadi Carnot          |  |                               |                                          |                                    |                   |                   |                                      |
|                                    |  | Armand Fallières              | Garde des Sceaux, Ministre de la Justice | Alliance démocratique              | 30 novembre 1887  | 3 avril 1888      | Tirard I                             |
|                                    |  | Jean-Baptiste Ferrouillat     | Garde des Sceaux, Ministre de la Justice | Union républicaine                 | 3 avril 1888      | 5 février 1889    | Floquet                              |
|                                    |  | Edmond Guyot-Dessaigne        | Garde des Sceaux, Ministre de la Justice | Union républicaine                 | 6 février 1889    | 15 février 1889   | Floquet                              |
|                                    |  | François Thévenet             | Garde des Sceaux, Ministre de la Justice | Extrême gauche                     | 22 février 1889   | 17 mars 1890      | Tirard II                            |
|                                    |  | Armand Fallières              | Garde des Sceaux, Ministre de la Justice | Alliance démocratique              | 17 mars 1890      | 27 février 1892   | de Freycinet IV                      |
|                                    |  | Louis Ricard                  | Garde des Sceaux, Ministre de la Justice | Indépendant                        | 27 février 1892   | 6 décembre 1892   | Loubet                               |
|                                    |  | Léon Bourgeois                | Garde des Sceaux, Ministre de la Justice | Parti radical                      | 6 décembre 1892   | 12 mars 1893      | Ribot I et Ribot II                  |
|                                    |  | Jules Develle                 | Garde des Sceaux, Ministre de la Justice | Union républicaine                 | 12 mars 1893      | 13 mars 1893      | Ribot II                             |
|                                    |  | Léon Bourgeois                | Garde des Sceaux, Ministre de la Justice | Parti radical                      | 13 mars 1893      | 4 avril 1893      | Ribot II                             |
|                                    |  | Eugène Guérin                 | Garde des Sceaux, Ministre de la Justice | Parti radical                      | 4 avril 1893      | 3 décembre 1893   | Dupuy I                              |
|                                    |  | Antonin Dubost                | Garde des Sceaux, Ministre de la Justice | Gauche radicale                    | 3 décembre 1893   | 30 mai 1894       | Casimir-Perier                       |
| Présidence de Jean Casimir-Perier  |  |                               |                                          |                                    |                   |                   |                                      |
|                                    |  | Eugène Guérin                 | Garde des Sceaux, ministre de la Justice | Parti radical                      | 30 mai 1894       | 26 janvier 1895   | Dupuy II et III                      |
| Présidence de Félix Faure          |  |                               |                                          |                                    |                   |                   |                                      |
|                                    |  | Ludovic Trarieux              | Garde des Sceaux, Ministre de la Justice | Gauche républicaine                | 26 janvier 1895   | 1er novembre 1895 | Ribot III                            |
|                                    |  | Louis Ricard                  | Garde des Sceaux, Ministre de la Justice | Non-inscrit                        | 1er novembre 1895 | 29 avril 1896     | Bourgeois                            |
|                                    |  | Jean-Baptiste Darlan          | Garde des Sceaux, Ministre de la Justice | Union progressiste                 | 29 avril 1896     | 1er décembre 1897 | Méline                               |
|                                    |  | Victor Milliard               | Garde des Sceaux, Ministre de la Justice | Non-inscrit                        | 3 décembre 1897   | 28 juin 1898      | Méline                               |
|                                    |  | Ferdinand Sarrien             | Garde des Sceaux, Ministre de la Justice | Union républicaine                 | 28 juin 1898      | 1er novembre 1898 | Brisson II, Dupuy IV                 |
| Présidence d'Émile Loubet          |  |                               |                                          |                                    |                   |                   |                                      |
|                                    |  | Georges Lebret                | Garde des Sceaux, ministre de la Justice | Non-inscrit                        | 1er novembre 1898 | 22 juin 1899      | Dupuy IV et V                        |
|                                    |  | Ernest Monis                  | Garde des Sceaux, ministre de la Justice | Parti radical                      | 22 juin 1899      | 7 juin 1902       | Waldeck-Rousseau                     |
|                                    |  | Ernest Vallé                  | Garde des Sceaux, ministre de la Justice | Parti radical                      | 7 juin 1902       | 24 janvier 1905   | Combes                               |
| Présidence d'Armand Fallières      |  |                               |                                          |                                    |                   |                   |                                      |
|                                    |  | Joseph Chaumié                | Garde des Sceaux, ministre de la Justice | Alliance républicaine démocratique | 24 janvier 1905   | 14 mars 1906      | Rouvier II et III                    |
|                                    |  | Ferdinand Sarrien             | Garde des Sceaux, ministre de la Justice | PRRRS                              | 14 mars 1906      | 25 octobre 1906   | Sarrien                              |
|                                    |  | Edmond Guyot-Dessaigne        | Garde des Sceaux, ministre de la Justice | Gauche radicale                    | 25 octobre 1906   | 31 décembre 1907  | Clemenceau I                         |
|                                    |  | Aristide Briand               | Garde des Sceaux, ministre de la Justice | SI                                 | 4 janvier 1908    | 24 juillet 1909   | Clemenceau I                         |
|                                    |  | Louis Barthou                 | Garde des Sceaux, ministre de la Justice | ARD                                | 24 juillet 1909   | 3 novembre 1910   | Briand I                             |
|                                    |  | Théodore Girard               | Garde des Sceaux, ministre de la Justice | Non-inscrit                        | 3 novembre 1910   | 2 mars 1911       | Briand II                            |
|                                    |  | Antoine Perrier               | Garde des Sceaux, ministre de la Justice | ARD                                | 2 mars 1911       | 27 juin 1911      | Monis                                |
|                                    |  | Jean Cruppi                   | Garde des Sceaux, ministre de la Justice | PRRRS                              | 27 juin 1911      | 14 janvier 1912   | Caillaux                             |
|                                    |  | Aristide Briand               | Garde des Sceaux, ministre de la Justice | PRS                                | 14 janvier 1912   | 21 janvier 1913   | Poincaré I                           |
|                                    |  | Louis Barthou                 | Garde des Sceaux, ministre de la Justice | PRD                                | 21 janvier 1913   | 18 février 1913   | Briand III                           |
| Présidence de Raymond Poincaré     |  |                               | Garde des Sceaux, ministre de la Justice |                                    |                   |                   |                                      |
|                                    |  | Louis Barthou                 | Garde des Sceaux, ministre de la Justice | PRD                                | 18 février 1913   | 22 mars 1913      | Briand IV                            |
|                                    |  | Antony Ratier                 | Garde des Sceaux, ministre de la Justice | PRD                                | 22 mars 1913      | 9 décembre 1913   | Barthou                              |
|                                    |  | Jean-Baptiste Bienvenu-Martin | Garde des Sceaux, ministre de la Justice | PRRRS                              | 9 décembre 1913   | 9 juin 1914       | Doumergue I                          |
|                                    |  | Alexandre Ribot               | Garde des Sceaux, ministre de la Justice | FR                                 | 9 juin 1914       | 13 juin 1914      | Ribot IV                             |
|                                    |  | Jean-Baptiste Bienvenu-Martin | Garde des Sceaux, ministre de la Justice | PRRRS                              | 13 juin 1914      | 26 août 1914      | Viviani I                            |
|                                    |  | Aristide Briand               | Garde des Sceaux, ministre de la Justice | PRS                                | 26 août 1914      | 29 octobre 1915   | Viviani II                           |
|                                    |  | René Viviani                  | Garde des Sceaux, ministre de la Justice | PRS                                | 29 octobre 1915   | 12 septembre 1917 | Briand V et VI, Ribot V              |
|                                    |  | Raoul Péret                   | Garde des Sceaux, ministre de la Justice | ARD                                | 12 septembre 1917 | 16 novembre 1917  | Painlevé I                           |
|                                    |  | Louis Nail                    | Garde des Sceaux, ministre de la Justice | PRRRS                              | 16 novembre 1917  | 20 janvier 1920   | Clemenceau II                        |
|                                    |  | Gustave Lhopiteau             | Garde des Sceaux, ministre de la Justice | RI                                 | 20 janvier 1920   | 18 février 1920   | Millerand I                          |
| Présidence de Paul Deschanel       |  |                               | Garde des Sceaux, ministre de la Justice |                                    |                   |                   |                                      |
|                                    |  | Gustave Lhopiteau             | Garde des Sceaux, ministre de la Justice | RI                                 | 18 février 1920   | 23 septembre 1920 | Millerand II                         |
| Présidence d'Alexandre Millerand   |  |                               |                                          |                                    |                   |                   |                                      |
|                                    |  | Gustave Lhopiteau             | Garde des Sceaux, ministre de la Justice | RI                                 | 24 septembre 1920 | 16 janvier 1921   | Leygues                              |
|                                    |  | Laurent Bonnevay              | Garde des Sceaux, ministre de la Justice | FR                                 | 16 janvier 1921   | 15 janvier 1922   | Briand VII                           |
|                                    |  | Louis Barthou                 | Garde des Sceaux, ministre de la Justice | PRDS                               | 15 janvier 1922   | 5 octobre 1922    | Poincaré II                          |
|                                    |  | Maurice Colrat                | Garde des Sceaux, ministre de la Justice | PRDS                               | 5 octobre 1922    | 29 mars 1924      | Poincaré II                          |
|                                    |  | Edmond Lefebvre du Prey       | Garde des Sceaux, ministre de la Justice | FR                                 | 29 mars 1924      | 9 juin 1924       | Poincaré III                         |
|                                    |  | Antony Ratier                 | Garde des Sceaux, ministre de la Justice | PRDS                               | 9 juin 1924       | 14 juin 1924      | François-Marsal                      |
| Présidence de Gaston Doumergue     |  |                               |                                          |                                    |                   |                   |                                      |
|                                    |  | René Renoult                  | Garde des Sceaux, ministre de la Justice | PRRRS                              | 14 juin 1924      | 17 avril 1925     | Herriot I                            |
|                                    |  | Théodore Steeg                | Garde des Sceaux, ministre de la Justice | PRRRS                              | 17 avril 1925     | 11 octobre 1925   | Painlevé II                          |
|                                    |  | Anatole de Monzie             | Garde des Sceaux, ministre de la Justice | PRS                                | 11 octobre 1925   | 29 octobre 1925   | Painlevé II                          |
|                                    |  | Camille Chautemps             | Garde des Sceaux, ministre de la Justice | PRRRS                              | 29 octobre 1925   | 28 novembre 1925  | Painlevé III                         |
|                                    |  | René Renoult                  | Garde des Sceaux, ministre de la Justice | PRRRS                              | 28 novembre 1925  | 9 mars 1926       | Briand VIII                          |
|                                    |  | Pierre Laval                  | Garde des Sceaux, ministre de la Justice | SE                                 | 9 mars 1926       | 19 juillet 1926   | Briand IX et X                       |
|                                    |  | Maurice Colrat                | Garde des Sceaux, ministre de la Justice | PRDS                               | 19 juillet 1926   | 23 juillet 1926   | Herriot II                           |
|                                    |  | Louis Barthou                 | Garde des Sceaux, ministre de la Justice | AD                                 | 23 juillet 1926   | 3 novembre 1929   | Poincaré IV et V et Briand XI        |
|                                    |  | Lucien Hubert                 | Garde des Sceaux, ministre de la Justice | PRRRS                              | 3 novembre 1929   | 21 février 1930   | Tardieu I                            |
|                                    |  | Théodore Steeg                | Garde des Sceaux, ministre de la Justice | PRRRS                              | 21 février 1930   | 2 mars 1930       | Chautemps I                          |
|                                    |  | Raoul Péret                   | Garde des Sceaux, ministre de la Justice | RI                                 | 2 mars 1930       | 17 novembre 1930  | Tardieu II                           |
|                                    |  | Henry Chéron                  | Garde des Sceaux, ministre de la Justice | AD                                 | 17 novembre 1930  | 27 janvier 1931   | Tardieu II et Steeg                  |
|                                    |  | Léon Bérard                   | Garde des Sceaux, ministre de la Justice | AD                                 | 27 janvier 1931   | 13 juin 1931      | Laval I                              |
| Présidence de Paul Doumer          |  |                               |                                          |                                    |                   |                   |                                      |
|                                    |  | Léon Bérard                   | Garde des Sceaux, ministre de la Justice | AD                                 | 13 juin 1931      | 20 février 1932   | Laval II et III                      |
|                                    |  | Paul Reynaud                  | Garde des Sceaux, ministre de la Justice | AD                                 | 20 février 1932   | 3 juin 1932       | Tardieu III                          |
| Présidence d'Albert Lebrun         |  |                               | Garde des Sceaux, ministre de la Justice |                                    |                   |                   |                                      |
|                                    |  | René Renoult                  | Garde des Sceaux, ministre de la Justice | PRRRS                              | 3 juin 1932       | 18 décembre 1932  | Herriot III                          |
|                                    |  | Abel Gardey                   | Garde des Sceaux, ministre de la Justice | PRRRS                              | 18 décembre 1932  | 31 janvier 1933   | Paul-Boncour                         |
|                                    |  | Eugène Penancier              | Garde des Sceaux, ministre de la Justice | PRRRS                              | 31 janvier 1933   | 26 octobre 1933   | Daladier I                           |
|                                    |  | Albert Dalimier               | Garde des Sceaux, ministre de la Justice | PRRRS                              | 26 octobre 1933   | 26 novembre 1933  | Sarraut I                            |
|                                    |  | Eugène Raynaldy               | Garde des Sceaux, ministre de la Justice | AD                                 | 26 novembre 1933  | 27 janvier 1934   | Chautemps II                         |
|                                    |  | Eugène Penancier              | Garde des Sceaux, ministre de la Justice | PRRRS                              | 30 janvier 1934   | 9 février 1934    | Daladier II                          |
|                                    |  | Henry Chéron                  | Garde des Sceaux, ministre de la Justice | AD                                 | 9 février 1934    | 15 octobre 1934   | Doumergue II                         |
|                                    |  | Henry Lémery                  | Garde des Sceaux, ministre de la Justice | Non-inscrit                        | 15 octobre 1934   | 8 novembre 1934   | Doumergue II                         |
|                                    |  | Georges Pernot                | Garde des Sceaux, ministre de la Justice | FR                                 | 8 novembre 1934   | 7 juin 1935       | Flandin I et Bouisson                |
|                                    |  | Léon Bérard                   | Garde des Sceaux, ministre de la Justice | AD                                 | 7 juin 1935       | 24 janvier 1936   | Laval IV                             |
|                                    |  | Yvon Delbos                   | Garde des Sceaux, ministre de la Justice | PRRRS                              | 24 janvier 1936   | 4 juin 1936       | Sarraut II                           |
|                                    |  | Marc Rucart                   | Garde des Sceaux, ministre de la Justice | PRRRS                              | 4 juin 1936       | 22 juin 1937      | Blum I                               |
|                                    |  | Vincent Auriol                | Garde des Sceaux, ministre de la Justice | SFIO                               | 23 juin 1937      | 18 janvier 1938   | Chautemps III                        |
|                                    |  | César Campinchi               | Garde des Sceaux, ministre de la Justice | PRRRS                              | 18 janvier 1938   | 13 mars 1938      | Chautemps IV                         |
|                                    |  | Marc Rucart                   | Garde des Sceaux, ministre de la Justice | PRRRS                              | 13 mars 1938      | 10 avril 1938     | Blum II                              |
|                                    |  | Paul Marchandeau              | Garde des Sceaux, ministre de la Justice | PRRRS                              | 10 avril 1938     | 1er novembre 1938 | Daladier III                         |
|                                    |  | Paul Reynaud                  | Garde des Sceaux, ministre de la Justice | AD                                 | 1er novembre 1938 | 13 septembre 1939 | Daladier III et IV                   |
|                                    |  | Georges Bonnet                | Garde des Sceaux, ministre de la Justice | PRRRS                              | 13 septembre 1939 | 21 mars 1940      | Daladier V                           |
|                                    |  | Albert Sérol                  | Garde des Sceaux, ministre de la Justice | SFIO                               | 21 mars 1940      | 16 juin 1940      | Reynaud                              |
|                                    |  | Charles Frémicourt            | Garde des Sceaux, ministre de la Justice | SE                                 | 16 juin 1940      | 12 juillet 1940   | Pétain                               |

### Sous le régime de Vichy
| Ministre | Ministre          | Ministre        | Intitulé                                                    | Parti | Début           | Fin                            | Gouvernements         |
| -------- | ----------------- | --------------- | ----------------------------------------------------------- | ----- | --------------- | ------------------------------ | --------------------- |
|          |                   | Raphaël Alibert | Garde des Sceaux et ministre secrétaire d’État à la Justice | EXD   | 12 juillet 1940 | 27 janvier 1941                | Laval V et Flandin II |
|          | Joseph Barthélemy | 27 janvier 1941 | Garde des Sceaux et ministre secrétaire d’État à la Justice | EXD   | 26 mars 1943    | Flandin II, Darlan et Laval VI |                       |
|          | Maurice Gabolde   | 26 mars 1943    | Garde des Sceaux et ministre secrétaire d’État à la Justice | EXD   | 20 août 1944    | Laval VI                       |                       |

### Sous le gouvernement de la France libre
(à noter que ces commissaires n'administraient pas de juridictions et ne promulguaient pas de lois[réf. nécessaire])
- 24 septembre 1941 - 7 juin 1943 : René Cassin (commissaire à Londres)[43]
- 7 juin 1943 - 4 septembre 1943 : Jules Abadie (commissaire à Alger)[44]
- 4 septembre 1943 - 20 août 1944 :  François de Menthon (commissaire à Alger)[44]

### Sous le GPRF
| Ministre        | Ministre             | Ministre            | Intitulé         | Parti | Début            | Fin             | Gouvernements |
| --------------- | -------------------- | ------------------- | ---------------- | ----- | ---------------- | --------------- | ------------- |
|                 |                      | François de Menthon | Garde des Sceaux | MRP   | 20 août 1944     | 30 mai 1945     | De Gaulle I   |
|                 | Pierre-Henri Teitgen | 30 mai 1945         | Garde des Sceaux | MRP   | 20 janvier 1946  | De Gaulle II    |               |
| 20 janvier 1946 | Pierre-Henri Teitgen | 18 décembre 1946    | Garde des Sceaux | MRP   | Gouin            |                 |               |
|                 |                      | Paul Ramadier       | Garde des Sceaux | SFIO  | 18 décembre 1946 | 21 janvier 1947 | Blum III      |

### Sous la Quatrième République
| Ministre                     | Ministre                     | Ministre                       | Intitulé                                      | Parti                        | Début                        | Fin                          | Gouvernements                |                              |                              |
| Présidence de Vincent Auriol | Présidence de Vincent Auriol | Présidence de Vincent Auriol   | Présidence de Vincent Auriol                  | Présidence de Vincent Auriol | Présidence de Vincent Auriol | Présidence de Vincent Auriol | Présidence de Vincent Auriol | Présidence de Vincent Auriol | Présidence de Vincent Auriol |
| ---------------------------- | ---------------------------- | ------------------------------ | --------------------------------------------- | ---------------------------- | ---------------------------- | ---------------------------- | ---------------------------- | ---------------------------- | ---------------------------- |
|                              |                              | André Marie                    | Garde des Sceaux                              | PRV                          | 22 janvier 1947              | 21 octobre 1947              | Ramadier I                   |                              |                              |
| 21 octobre 1947              | 19 novembre 1947             | André Marie                    | Garde des Sceaux                              | PRV                          | Ramadier II                  |                              |                              |                              |                              |
| 24 novembre 1947             | 25 juillet 1948              | André Marie                    | Garde des Sceaux                              | PRV                          | Schuman I                    |                              |                              |                              |                              |
|                              |                              | Robert Lecourt                 | Garde des Sceaux                              | MRP                          | 26 juillet 1948              | 28 août 1948                 | Marie                        |                              |                              |
| 5 septembre 1948             | 7 septembre 1948             | Robert Lecourt                 | Garde des Sceaux                              | MRP                          | Schuman II                   |                              |                              |                              |                              |
|                              |                              | André Marie                    | Vice-président du Conseil et Garde des sceaux | PRV                          | 11 septembre 1948            | 12 février 1949              | Queuille I                   |                              |                              |
|                              |                              | Robert Lecourt                 | Vice-président du Conseil et Garde des sceaux | MRP                          | 13 février 1949              | 27 octobre 1949              | Queuille I                   |                              |                              |
|                              |                              | René Mayer                     | Garde des sceaux                              | PRV                          | 28 octobre 1949              | 7 février 1950               | Bidault II                   |                              |                              |
| 7 février 1950               | 24 juin 1950                 | René Mayer                     | Garde des sceaux                              | PRV                          | Bidault III                  |                              |                              |                              |                              |
| Ministre de la Justice       | 2 juillet 1950               | René Mayer                     | 4 juillet 1950                                | PRV                          | Queuille II                  |                              |                              |                              |                              |
| Ministre de la Justice       | 12 juillet 1950              | René Mayer                     | 21 février 1951                               | PRV                          | Pleven I                     |                              |                              |                              |                              |
| Ministre de la Justice       | 10 mars 1951                 | René Mayer                     | 10 juillet 1951                               | PRV                          | Queuille III                 |                              |                              |                              |                              |
| Ministre de la Justice       |                              |                                | Edgar Faure                                   | PRV                          | 11 août 1951                 | 19 janvier 1952              | Pleven II                    |                              |                              |
| Ministre de la Justice       |                              |                                | Léon Martinaud-Déplat                         | PRV                          | 20 janvier 1952              | 28 février 1952              | Faure I                      |                              |                              |
| Ministre de la Justice       | 8 mars 1952                  | 23 décembre 1952               | Léon Martinaud-Déplat                         | PRV                          | Pinay                        |                              |                              |                              |                              |
| Ministre de la Justice       | 8 janvier 1953               | 27 juin 1953                   | Léon Martinaud-Déplat                         | PRV                          | Mayer                        |                              |                              |                              |                              |
| Ministre de la Justice       |                              |                                | Paul Ribeyre                                  | CNIP                         | 28 juin 1953                 | 16 janvier 1954              | Laniel I                     |                              |                              |
| Présidence de René Coty      |                              |                                |                                               |                              |                              |                              |                              |                              |                              |
|                              |                              | Paul Ribeyre                   | Ministre de la Justice                        | CNIP                         | 16 janvier 1954              | 18 juin 1954                 | Laniel II                    |                              |                              |
|                              |                              | Émile Hugues                   | Ministre de la Justice                        | PRV                          | 19 juin 1954                 | 2 septembre 1954             | Mendès France                |                              |                              |
|                              |                              | Jean-Michel Guérin de Beaumont | Ministre de la Justice                        | CNIP                         | 3 septembre 1954             | 20 janvier 1955              | Mendès France                |                              |                              |
|                              |                              | Emmanuel Temple                | Ministre de la Justice                        | CNIP                         | 20 janvier 1955              | 22 février 1955              | Mendès France                |                              |                              |
|                              |                              | Robert Schuman                 | Ministre de la Justice                        | MRP                          | 23 février 1955              | 31 janvier 1956              | Faure II                     |                              |                              |
|                              |                              | François Mitterrand            | Ministre d'État, chargé de la Justice         | UDSR                         | 1er février 1956             | 12 juin 1957                 | Mollet                       |                              |                              |
|                              |                              | Édouard Corniglion-Molinier    | Ministre de la Justice                        | RS                           | 13 juin 1957                 | 5 novembre 1957              | Bourgès-Maunoury             |                              |                              |
|                              |                              | Robert Lecourt                 | Ministre de la Justice                        | MRP                          | 6 novembre 1957              | 15 avril 1958                | Gaillard                     |                              |                              |
| 13 mai 1958                  | 1er juin 1958                | Robert Lecourt                 | Ministre de la Justice                        | MRP                          | Pflimlin                     |                              |                              |                              |                              |
|                              |                              | Michel Debré                   | Garde des sceaux, ministre de la Justice      | RS, UNR                      | 1er juin 1958                | 8 janvier 1959               | De Gaulle III                |                              |                              |

### Sous la Cinquième République
| Ministre                                                  | Ministre                        | Ministre                                 | Intitulé                                                                  | Parti                           | Début                           | Fin                                    | Durée                                 | Gouvernements                      |
| Présidence de Charles de Gaulle                           | Présidence de Charles de Gaulle | Présidence de Charles de Gaulle          | Présidence de Charles de Gaulle                                           | Présidence de Charles de Gaulle | Présidence de Charles de Gaulle | Présidence de Charles de Gaulle        | Présidence de Charles de Gaulle       | Présidence de Charles de Gaulle    |
| --------------------------------------------------------- | ------------------------------- | ---------------------------------------- | ------------------------------------------------------------------------- | ------------------------------- | ------------------------------- | -------------------------------------- | ------------------------------------- | ---------------------------------- |
|                                                           |                                 | Edmond Michelet                          | Garde des Sceaux, ministre de la Justice                                  | UNR                             | 8 janvier 1959                  | 24 août 1961                           | 2 ans, 7 mois et 16 jours 959 jours   | Debré                              |
|                                                           | Bernard Chenot                  | 24 août 1961                             | Garde des Sceaux, ministre de la Justice                                  | UNR                             | 14 avril 1962                   | 7 mois et 21 jours 233 jours           |                                       | Debré                              |
|                                                           | Jean Foyer                      | UNR, UDR                                 | Garde des Sceaux, ministre de la Justice                                  | 15 avril 1962                   | 1er avril 1967                  | 4 ans, 11 mois et 17 jours 1 812 jours | Pompidou I, II et III                 |                                    |
|                                                           | Louis Joxe                      | UDR                                      | Garde des Sceaux, ministre de la Justice                                  | 7 avril 1967                    | 31 mai 1968                     | 1 an, 1 mois et 24 jours 420 jours     | Pompidou IV                           |                                    |
|                                                           | René Capitant                   | UDR                                      | Garde des Sceaux, ministre de la Justice                                  | 31 mai 1968                     | 10 juillet 1968                 | 10 mois et 28 jours 332 jours          | Pompidou IV                           |                                    |
| 12 juillet 1968                                           | René Capitant                   | UDR                                      | Garde des Sceaux, ministre de la Justice                                  | 28 avril 1969                   | Couve de Murville               | 10 mois et 28 jours 332 jours          |                                       |                                    |
| Présidence de Georges Pompidou                            |                                 |                                          |                                                                           |                                 |                                 |                                        |                                       |                                    |
|                                                           | René Pleven                     | René Pleven                              | Garde des Sceaux, ministre de la Justice                                  | CDP                             | 22 juin 1969                    | 15 mars 1973                           | 3 ans, 8 mois et 21 jours 1 362 jours | Chaban-Delmas, Messmer I           |
|                                                           | Jean Taittinger                 | Jean Taittinger                          | Garde des Sceaux, ministre de la Justice                                  | UDR                             | 5 avril 1973                    | 27 février 1974                        | 1 an, 1 mois et 22 jours 417 jours    | Messmer II                         |
| Ministre d'État, garde des Sceaux, ministre de la Justice | Jean Taittinger                 | Jean Taittinger                          | 1er mars 1974                                                             | UDR                             | 27 mai 1974                     | Messmer III                            | 1 an, 1 mois et 22 jours 417 jours    |                                    |
| Présidence de Valéry Giscard d'Estaing                    |                                 |                                          |                                                                           |                                 |                                 |                                        |                                       |                                    |
|                                                           | Jean Lecanuet                   | Jean Lecanuet                            | Garde des Sceaux, ministre de la Justice                                  | CD                              | 28 mai 1974                     | 12 janvier 1976                        | 2 ans, 2 mois et 28 jours 820 jours   | Chirac I                           |
| Ministre d'État, garde des Sceaux, ministre de la Justice | Jean Lecanuet                   | Jean Lecanuet                            | 12 janvier 1976                                                           | CD                              | 25 août 1976                    |                                        | 2 ans, 2 mois et 28 jours 820 jours   | Chirac I                           |
| Ministre d'État, garde des Sceaux, ministre de la Justice |                                 | Olivier Guichard                         | Olivier Guichard                                                          | UDR, RPR                        | 27 août 1976                    | 29 mars 1977                           | 7 mois et 2 jours 214 jours           | Barre I                            |
| Alain Peyrefitte                                          | Alain Peyrefitte                | Garde des Sceaux, ministre de la Justice | RPR                                                                       | 30 mars 1977                    | 13 mai 1981                     | 4 ans, 1 mois et 13 jours 1 505 jours  | Barre II et III                       |                                    |
| Présidence de François Mitterrand                         |                                 |                                          |                                                                           |                                 |                                 |                                        |                                       |                                    |
|                                                           | Maurice Faure                   | Maurice Faure                            | Garde des Sceaux, ministre de la Justice                                  | MRG                             | 22 mai 1981                     | 22 juin 1981                           | 1 mois 31 jours                       | Mauroy I                           |
|                                                           | Robert Badinter                 | Robert Badinter                          | Garde des Sceaux, ministre de la Justice                                  | PS                              | 23 juin 1981                    | 17 juillet 1984                        | 4 ans, 7 mois et 27 jours 1 702 jours | Mauroy II et III                   |
| 19 juillet 1984                                           | Robert Badinter                 | Robert Badinter                          | Garde des Sceaux, ministre de la Justice                                  | PS                              | 19 février 1986                 | Fabius                                 | 4 ans, 7 mois et 27 jours 1 702 jours |                                    |
|                                                           |                                 | Michel Crépeau                           | Garde des Sceaux, ministre de la Justice                                  | MRG                             | 19 février 1986                 | Fabius                                 | 20 mars 1986                          | 1 mois et 1 jour 29 jours          |
|                                                           |                                 | Albin Chalandon                          | Garde des Sceaux, ministre de la Justice                                  | RPR                             | 20 mars 1986                    | 10 mai 1988                            | 2 ans, 1 mois et 20 jours 782 jours   | Chirac II                          |
|                                                           |                                 | Pierre Arpaillange                       | Garde des Sceaux, ministre de la Justice                                  | DVG                             | 12 mai 1988                     | 23 juin 1988                           | 2 ans, 4 mois et 20 jours 873 jours   | Rocard I                           |
| 28 juin 1988                                              | 2 octobre 1990                  | Pierre Arpaillange                       | Garde des Sceaux, ministre de la Justice                                  | DVG                             | Rocard II                       |                                        | 2 ans, 4 mois et 20 jours 873 jours   |                                    |
|                                                           |                                 | Henri Nallet                             | Garde des Sceaux, ministre de la Justice                                  | PS                              | Rocard II                       | 2 octobre 1990                         | 15 mai 1991                           | 1 an et 6 mois 548 jours           |
| 16 mai 1991                                               | 2 avril 1992                    | Henri Nallet                             | Garde des Sceaux, ministre de la Justice                                  | PS                              | Cresson                         |                                        |                                       | 1 an et 6 mois 548 jours           |
| Michel Vauzelle                                           | Michel Vauzelle                 | 2 avril 1992                             | Garde des Sceaux, ministre de la Justice                                  | PS                              | 29 mars 1993                    | 1 an, 2 mois et 27 jours 452 jours     | Bérégovoy                             |                                    |
|                                                           | Pierre Méhaignerie              | Pierre Méhaignerie                       | Ministre d'État, garde des Sceaux, ministre de la Justice                 | UDF-CDS                         | 30 mars 1993                    | 11 mai 1995                            | 2 ans, 1 mois et 11 jours 772 jours   | Balladur                           |
| Présidence de Jacques Chirac                              |                                 |                                          |                                                                           |                                 |                                 |                                        |                                       |                                    |
|                                                           |                                 | Jacques Toubon                           | Garde des Sceaux, ministre de la Justice                                  | RPR                             | 18 mai 1995                     | 2 juin 1997                            | 2 ans et 15 jours 746 jours           | Juppé I et II                      |
|                                                           |                                 | Élisabeth Guigou                         | Garde des Sceaux, ministre de la Justice                                  | PS                              | 4 juin 1997                     | 18 octobre 2000                        | 3 ans, 4 mois et 14 jours 1 232 jours | Jospin                             |
| Marylise Lebranchu                                        | Marylise Lebranchu              | 18 octobre 2000                          | Garde des Sceaux, ministre de la Justice                                  | PS                              | 6 mai 2002                      | 1 an, 6 mois et 18 jours 565 jours     |                                       | Jospin                             |
|                                                           | Dominique Perben                | Dominique Perben                         | Garde des Sceaux, ministre de la Justice                                  | RPR, UMP                        | 7 mai 2002                      | 31 mai 2005                            | 3 ans et 24 jours 1 120 jours         | Raffarin I, II et III              |
| Pascal Clément                                            | Pascal Clément                  | UMP                                      | Garde des Sceaux, ministre de la Justice                                  | 2 juin 2005                     | 15 mai 2007                     | 1 an, 11 mois et 13 jours 712 jours    | Villepin                              |                                    |
| Présidence de Nicolas Sarkozy                             |                                 |                                          |                                                                           |                                 |                                 |                                        |                                       |                                    |
|                                                           | Rachida Dati                    | Rachida Dati                             | Garde des Sceaux, ministre de la Justice                                  | UMP                             | 18 mai 2007                     | 18 juin 2007                           | 2 ans, 1 mois et 5 jours 767 jours    | Fillon I                           |
| 19 juin 2007                                              | Rachida Dati                    | Rachida Dati                             | Garde des Sceaux, ministre de la Justice                                  | UMP                             | 23 juin 2009                    | Fillon 2                               | 2 ans, 1 mois et 5 jours 767 jours    |                                    |
|                                                           | Michèle Alliot-Marie            | Michèle Alliot-Marie                     | Ministre d'État, Garde des Sceaux, ministre de la Justice et des Libertés | UMP                             | 23 juin 2009                    | Fillon 2                               | 13 novembre 2010                      | 1 an, 4 mois et 21 jours 508 jours |
|                                                           | Michel Mercier                  | Michel Mercier                           | Garde des Sceaux, ministre de la Justice et des Libertés                  | DVD                             | 14 novembre 2010                | 10 mai 2012                            | 1 an, 5 mois et 26 jours 543 jours    | Fillon III                         |
| Présidence de François Hollande                           |                                 |                                          |                                                                           |                                 |                                 |                                        |                                       |                                    |
|                                                           | Christiane Taubira              | Christiane Taubira                       | Garde des Sceaux, ministre de la Justice                                  | Walwari                         | 16 mai 2012                     | 25 août 2014                           | 3 ans, 8 mois et 11 jours 1 351 jours | Ayrault I et II, Valls I           |
| 26 août 2014                                              | Christiane Taubira              | Christiane Taubira                       | Garde des Sceaux, ministre de la Justice                                  | Walwari                         | 27 janvier 2016                 | Valls II                               | 3 ans, 8 mois et 11 jours 1 351 jours |                                    |
|                                                           | Jean-Jacques Urvoas             | Jean-Jacques Urvoas                      | Garde des Sceaux, ministre de la Justice                                  | PS                              | 27 janvier 2016                 | Valls II                               | 6 décembre 2016                       | 1 an, 3 mois et 20 jours 476 jours |
| 6 décembre 2016                                           | Jean-Jacques Urvoas             | Jean-Jacques Urvoas                      | Garde des Sceaux, ministre de la Justice                                  | PS                              | 17 mai 2017                     | Cazeneuve                              |                                       | 1 an, 3 mois et 20 jours 476 jours |
| Présidence d'Emmanuel Macron                              |                                 |                                          |                                                                           |                                 |                                 |                                        |                                       |                                    |
|                                                           | François Bayrou                 | François Bayrou                          | Ministre d'État, garde des Sceaux, ministre de la Justice                 | MoDem                           | 17 mai 2017                     | 21 juin 2017                           | 1 mois et 4 jours 35 jours            | Philippe I                         |
|                                                           | Nicole Belloubet                | Nicole Belloubet                         | Garde des Sceaux, ministre de la Justice                                  | DVG                             | 21 juin 2017                    | 6 juillet 2020                         | 3 ans et 15 jours 1 111 jours         | Philippe II                        |
|                                                           | Éric Dupont-Moretti             | Éric Dupond-Moretti                      | Garde des Sceaux, ministre de la Justice                                  | SE                              | 6 juillet 2020                  | 21 septembre 2024                      | 4 ans, 2 mois et 15 jours 1 538 jours | Castex, Borne et Attal             |
|                                                           | Didier Migaud                   | Didier Migaud                            | Garde des Sceaux, ministre de la Justice                                  | DVG                             | 21 septembre 2024               | 23 décembre 2024                       | 3 mois et 2 jours 93 jours            | Barnier                            |
|                                                           | Gérald Darmanin                 | Gérald Darmanin                          | Ministre d'État, garde des Sceaux, ministre de la Justice                 | RE                              | 23 décembre 2024                | En cours                               | 7 mois et 14 jours 226 jours          | Bayrou                             |